# 딸의 미소
《딸의 미소》는 한국방송공사 1TV 특집드라마이다.

## 제작진
- 극본 : 김수현
- 연출 : 곽영범

## 출연진
- 신구
- 정애란
- 반효정
- 최정훈
- 노주현
- 장용
- 이경표
- 김형자
- 허진
- 박용식
- 백찬기
- 김소원
- 유승봉
- 장희수